# Рванов, Дмитрий Иванович
Дмитрий Иванович Рванов — советский военный деятель, организатор и участник партизанского движения в Великой Отечественной войне.

## Биография
Родился в 1917 году в деревне Потеряиха. Член КПСС.
В межвоенное время — лесник, слушатель Юрьевецкого сельскохозяйственного техникума, зоотехник в Сокольском райземотделе.
Окончил Ленинградское военное пехотное училище имени С. М. Кирова.
Участник Великой Отечественной войны: начальник штаба батальона в приграничной пехотной части Белорусского военного округа, партизан, командир отряда, начальник штаба Чернигово-Волынского партизанского соединения дважды Героя Советского Союза Алексея Фёдоровича Фёдорова
В послевоенное время — председатель райисполкома, партийный и административный работник в Херсонской области Украинской ССР.
Постановлением Госсовета ПНР от 17.01.1964 за номером 0/27 был удостоен Золотого Креста Virtuti Militari.
Умер в 1974 году в Херсонской области.

## Награды
- Орден Ленина
- Орден Красного Знамени
- Орден Отечественной войны I степени
- Орден Знак Почёта

## Отражение в кино
- Подпольный обком действует (1979) — Юрий Мысенков
- В лесах под Ковелем (1984) — Игорь Слободской